# Rinodina lobulata
Rinodina lobulata är en lavart som beskrevs av H. Mayrhofer & Sheard. Rinodina lobulata ingår i släktet Rinodina och familjen Physciaceae.   Inga underarter finns listade i Catalogue of Life.